# Manasses-Chronik

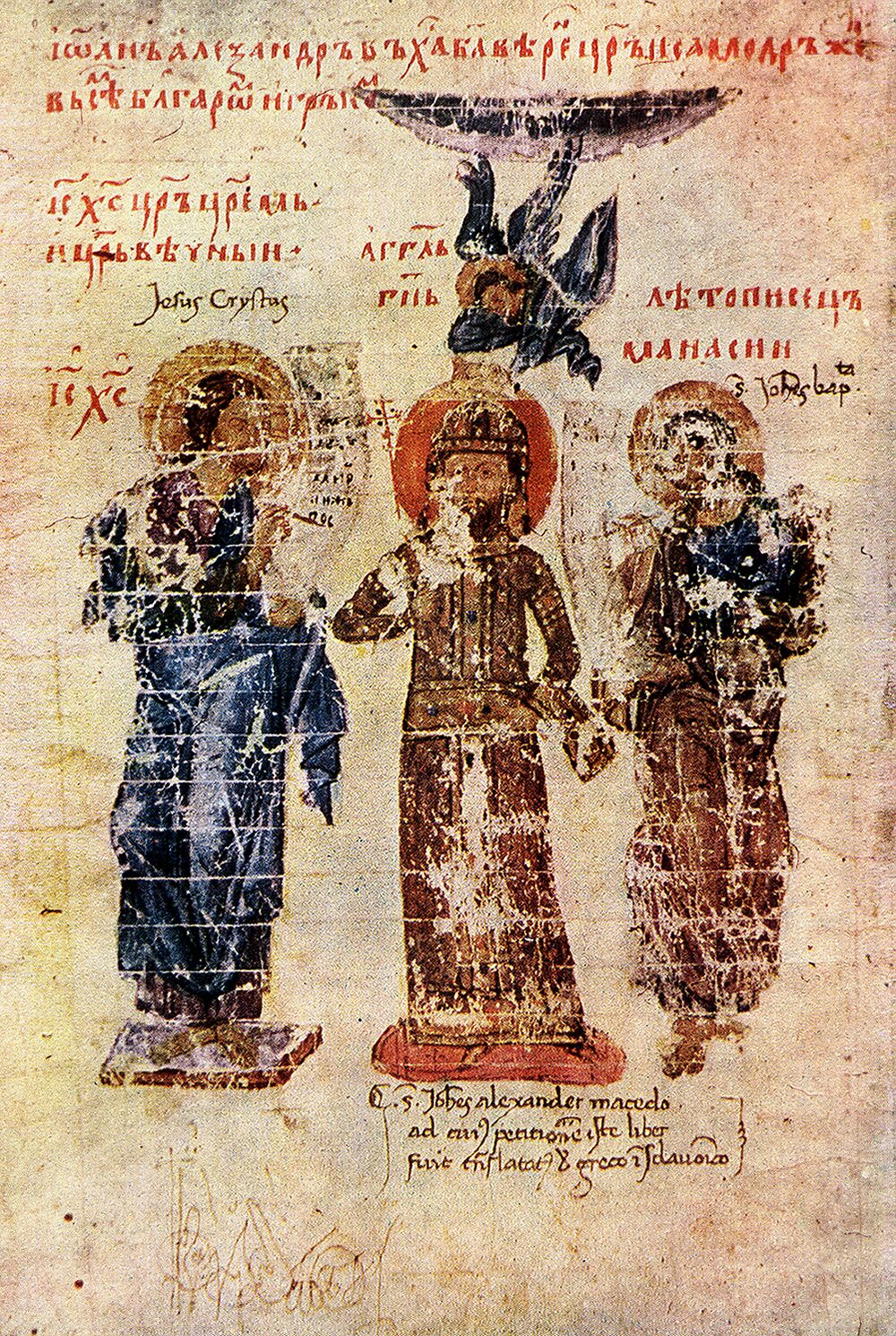
Rechts Konstantin Manasses neben dem Zaren Iwan Alexander, links Christus. Die lateinische Zuschreibung an Johannes den Täufer ist irrig

Bei der Manasses-Chronik (bulgarisch Манасиева летопис oder Манасиева хроника) handelt es sich um eine bulgarische Übersetzung und Erweiterung der um das Jahr 1181 von dem byzantinischen Schriftsteller Konstantin Manasses verfassten Weltchronik Chronike Synopsis. Die Chronike Synopsis beschreibt die Ereignisse von der Entstehung der Welt bis ins Jahr 1081 in Versen. 
Die Manasses-Chronik entstand im Auftrag des bulgarischen Zaren Iwan Alexander zwischen 1345 und 1347. Die bulgarische Übersetzung beinhaltet weitere 19 Kapitel, die sich mit der bulgarischen Geschichte befassen. Die Manasses-Chronik ist reichlich illustriert und ein hervorragendes Beispiel der Kunstschule von Tarnowo. Die Chronik erfreute sich neben der bulgarischen Welt auch großer Beliebtheit in der angrenzenden Balkanregion sowie Russland. Heute sind nur fünf Abschriften von ihr erhalten.

## Bekannte Abschriften
- Moskauer Abschrift

Die Moskauer Abschrift ist die älteste heute erhaltene Abschrift der Manasses Chronik. Sie wurde in Bulgarisch verfasst und in den Kodex des Popen Filip aus dem Jahre 1345 niedergeschrieben. Heute befindet sich die Abschrift im Staatlichen Historischen Museum in Moskau.
- Vatikanische Abschrift

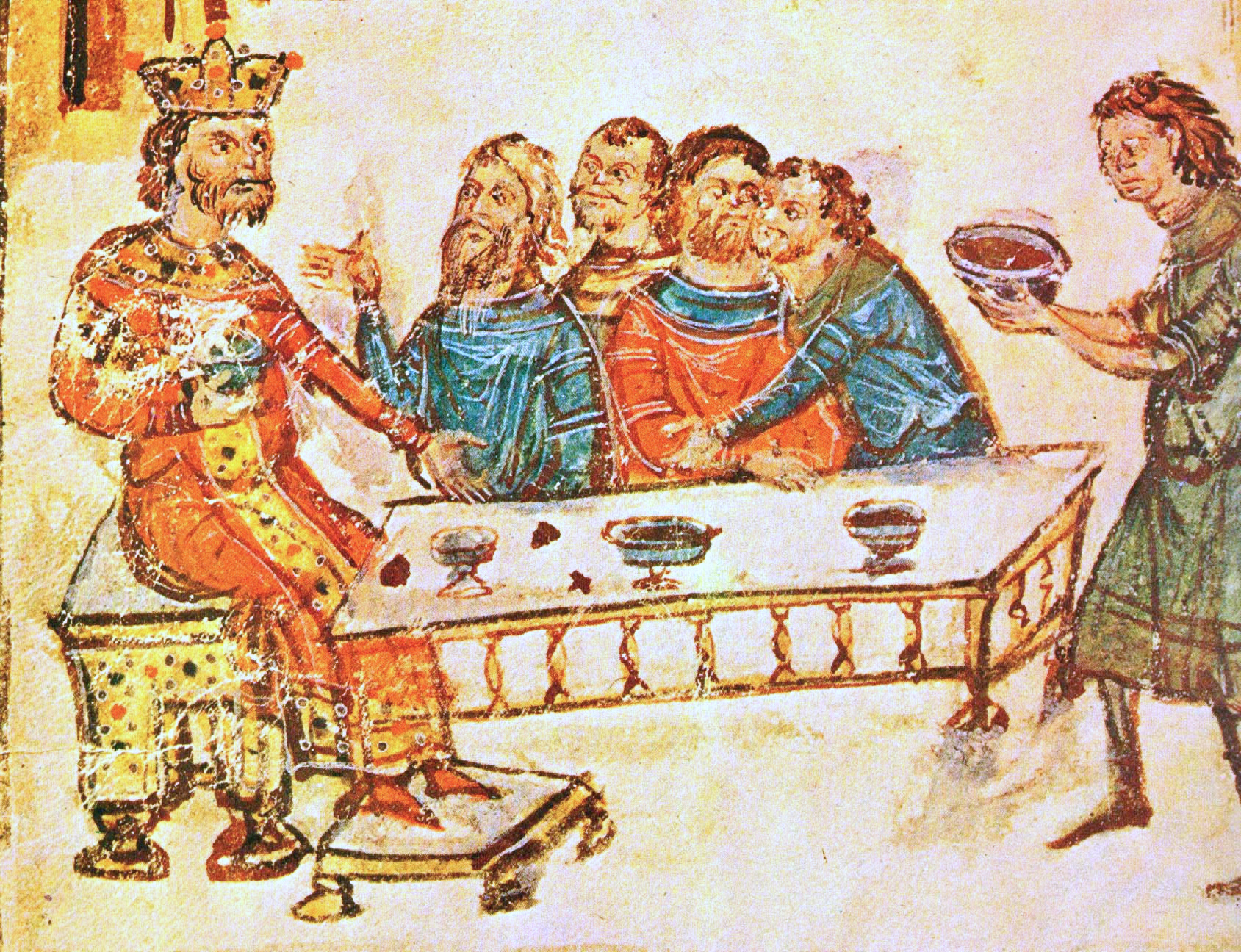
Khan Krum nach seinem Sieg über den byzantinischen Kaiser Nikephoros I. (Vatikanische Abschrift)

Diese Abschrift besteht aus 206 Pergamentseiten. Sie ist die einzige Abschrift, in der insgesamt 69 originale Miniaturen, mit mehr als 100 Handlungen abgebildet sind. Ein Drittel der Miniaturen wurden Geschehnissen aus der bulgarischen und russischen Geschichte sowie den bulgarisch-russischen und bulgarisch-byzantinischen Beziehungen gewidmet. Die restlichen zwei Drittel stammen aus der heute verlorenen byzantinischen Chronike Synopsis. Man nimmt an, dass die vatikanische Abschrift von der Kunstschule von Tarnowo hergestellt wurde und sie womöglich jenes Original ist, das Zar Iwan Alexander im 14. Jahrhundert in Auftrag gegeben hat. Diese Abschrift befindet sich heute in der Biblioteca Apostolica Vaticana als Codex Vaticanus Slavicus 2.
- Tulceaer Abschrift

Die Tulceaer Abschrift (nach der rumänischen Stadt Tulcea benannt) ist in Bulgarisch niedergeschrieben und stammt aus dem 16.–17. Jahrhundert. Sie wird heute in der Handschriftensammlung der Rumänischen Akademie der Wissenschaften aufbewahrt.
- Hilandarer Abschrift

Die Hilandarer Abschrift stammt aus dem Jahr 1510 und wurde in Serbisch geschrieben. Heute wird sie im Kloster Hilandar in der autonomen griechischen Mönchsrepublik Athos aufbewahrt.
- Nowgoroder Abschrift

Die Nowgoroder Abschrift stammt aus dem 18. Jahrhundert, ebenfalls die serbische Fassung. Sie befindet sich heute in Sankt Petersburg.